# Rynek Mariensztacki

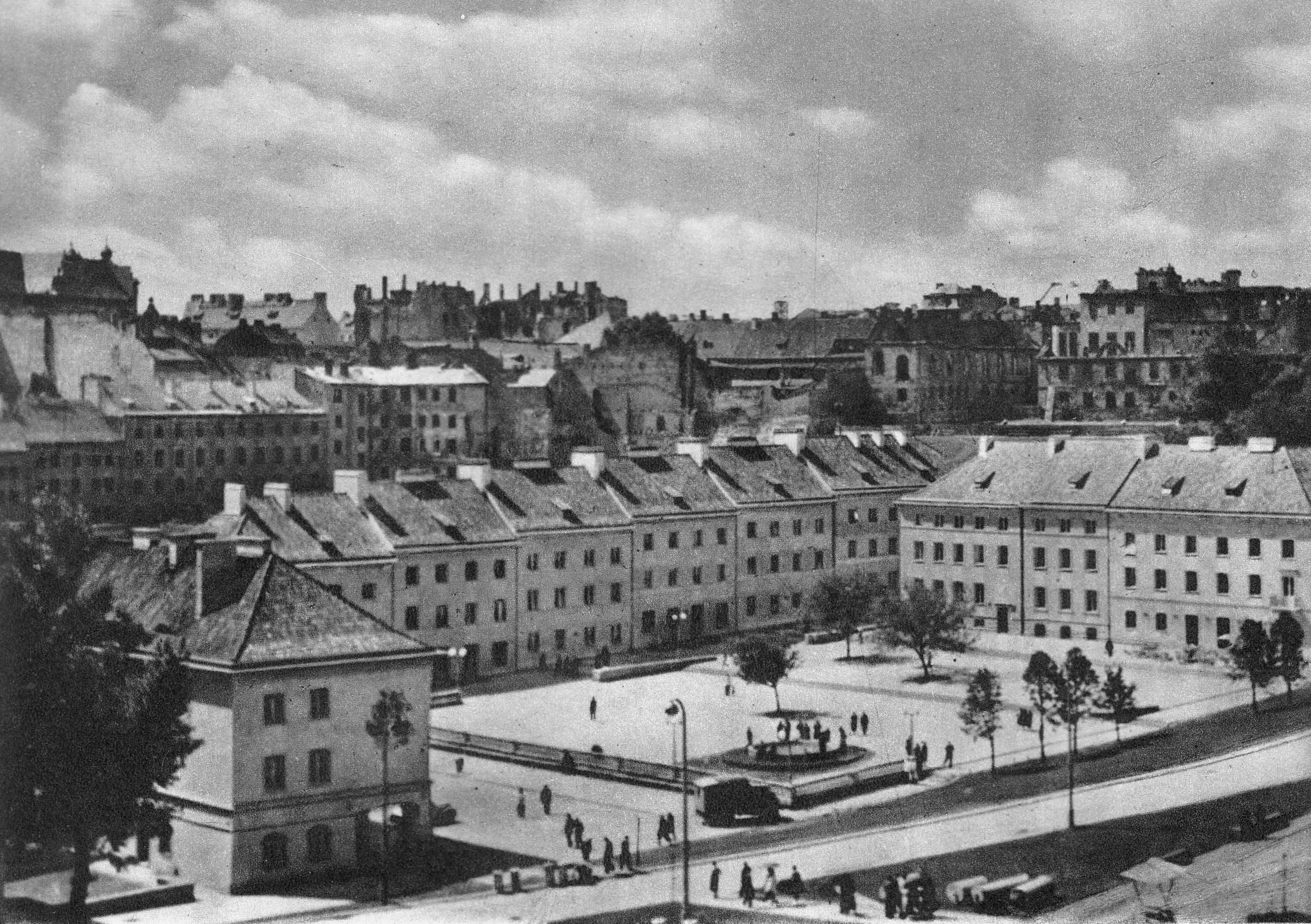
Rynek Mariensztacki w 1949 roku

Rynek Mariensztacki – plac na osiedlu Mariensztat w warszawskiej dzielnicy Śródmieście.

## Opis
Po 1843 magistrat wykupił kilka posesji na terenie dawnej jurydyki Mariensztat, tworząc w miejscu obecnego rynku niewielki placyk targowy. W kolejnych latach został on powiększony, m.in. w 1853 poprzez wyburzenia domów do wschodniej pierzei ul. Garbarskiej.  Ukształtowany ok. 1865 plac stał się głównym miejscem targowym na Powiślu. Znajdowały się tam drewniane stragany, handlowano głównie żywnością. Na początku XX wieku przy placu wybudowano kilka wysokich kamienic.
W 1949 na nowo wytyczony plac stał się centrum zbudowanego w latach 1948–1949 osiedla Mariensztat. Nadano mu wtedy obecną nazwę. Był on otoczony z trzech stron dwupiętrowymi budynkami stylizowanymi na kamieniczki i krytymi dachówką, a od czwartej (od północy) otwarty na Trasę W–Z. Na placu zbudowano fontannę z rzeźbami chłopców wpatrujących się w strugi wypływającej wody dłuta Jerzego Jarnuszkiewicza.
W latach 50. rynek Mariensztacki był miejscem zabaw publicznych. W lipcu 1950 miał zorganizowano na nim wielki wiec pod hasłem „Ręce precz od Korei”.